# Siret (Suceava)
Siret (en alemany, Sereth; en polonès, Seret; en hongarès Szeretvásár) és una ciutat en la província de Suceava a Romania, a la frontera amb Ucraïna. Per la ciutat hi passa el riu Siret, que entra en aquesta ciutat a Romania des de Ucraïna i acaba per desembocar en el Danubi. Els pobles de Mănăstioara i Pădureni depenen administrativament de Siret.
La ciutat fou breument la capital del Principat de Moldàvia (1343-1388).